# Reginópolis
Reginópolis là một đô thị ở bang São Paulo của Brasil. Tọa độ địa lý là 21º53'17" độ vĩ nam và 49º13'31" độ vĩ tây, trên độ cao 391 m. Dân số năm 2008 ước tính 7.859 người.

## Thông tin nhân khẩu
Dữ liệu dân số theo điều tra dân số năm 2000
Tổng dân số: 4.742
- Urbana: 3.784
- Rural: 958
- Homens: 2.399
- Mulheres: 2.343

Mật độ dân số (người/km²): 11,57
Tỷ lệ tử vong trẻ sơ sinh dưới 1 tuổi (trên một triệu người): 19,57
Tuổi thọ bình quân (tuổi): 69,36
Tỷ lệ sinh (số trẻ trên mỗi bà mẹ): 2,64
Tỷ lệ biết đọc biết viết: 87,94%
Chỉ số phát triển con người (HDI-M): 0,763
- Chỉ số phát triển con người - Thu nhập: 0,704
- Chỉ số phát triển con người - Tuổi thọ: 0,739
- Chỉ số phát triển con người - Giáo dục: 0,845

(Nguồn: IPEADATA)